# Топличка окружна лига у фудбалу
Топличка окружна лига је једна од 31 Окружних лига у фудбалу. Окружне лиге су пети ниво лигашких фудбалских такмичења у Србији. Виши степен такмичења је Зона Југ. Лига је основана 2010. године, а у првој сезони је бројала 14 клубова. Кроз године се тај број увећавао и смањивао. Лига тренутно броји 16 клубова.

## Победници свих првенстава
| Сезона   | Бр. клуб. | Првак                | Бодови | Другопласирани       | Бодови |
| 2010/11. | 14        | Косаница, Куршумлија | 70     | Топличанин, Прокупље | 70     |
| 2011/12. | 12        | Јастребац, Блаце     | 64     | Топличанин, Прокупље | 58     |
| 2012/13. | 14        | Топличанин, Прокупље | 78     | Косаница, Куршумлија | 62     |
| 2013/14. | 14        | Косаница, Куршумлија | 75     | Јастребац, Блаце     | 61     |
| 2014/15. | 17        | Топличанин, Прокупље | 90     | Јастребац, Блаце     | 86     |
| 2015/16. | 17        | Топличанин, Прокупље | 96     | Јастребац, Блаце     | 81     |
| 2016/17. | 8         | Јастребац, Блаце     | 37     | Добрич, Пејковац     | 29     |
| 2017/18. | 16        | Светлост, Бадњевац   | 64     | Омладинац, Подина    | 58     |
| 2018/19. | 18        | Светлост, Бадњевац   | 87     | Косовац, Прокупље    | 59     |
| 2019/20. | -         | -                    | -      | -                    | -      |

## Клубови у сезони 2018/19
| Клуб            | Место         | Општина/Град       |
| --------------- | ------------- | ------------------ |
| Омладинац       | Подина        | Општина Житорађа   |
| Југ Богдан      | Ђакус         | Општина Житорађа   |
| Светлост        | Бадњевац      | Општина Житорађа   |
| Академија 10    | Прокупље      | Град Прокупље      |
| Реал            | Јасеница      | Општина Житорађа   |
| Јастреб         | Блаце         | Општина Блаце      |
| Полет           | Самариновац   | Општина Житорађа   |
| Косовац         | Прокупље      | Град Прокупље      |
| Добрич          | Пејковац      | Општина Житорађа   |
| Трбуње          | Трбуње        | Општина Блаце      |
| Спартак         | Горња Трнава  | Град Прокупље      |
| Каћуша          | Куршумлија    | Општина Куршумлија |
| Партизански пут | Грудаш        | Општина Житорађа   |
| Победа          | Доње Црнатово | Општина Житорађа   |
| НС Татко        | Стара Божурна | Општина Житорађа   |
| Борац           | Држановац     | Општина Житорађа   |
| Младост 1982    | Доњи Дреновац | Општина Житорађа   |
| Дунђерски       | Вољчинце      | Општина Житорађа   |